# 班傑明·亨茨曼
班傑明·亨茨曼（英語：Benjamin Huntsman，1704年6月4日—1776年6月20日）是一名英國發明家和製造商，以改良坩堝鋼的煉製方法而知名。

## 生平
亨茨曼出生於林肯郡埃普沃思，是威廉·亨茨曼（William Huntsman）和瑪麗·奈恩比（Mary Nainby）的第四個孩子，他們是一對貴格會農夫夫婦。一些資料顯示，他的父母是德國移民，但他們似乎都出生在林肯郡。
亨茨曼最初在約克郡唐卡斯特從事鐘錶、鎖和工具製造。他的名聲使他也能以實驗的方式進行外科手術，他也曾作為眼科醫生接受過諮詢。
亨茨曼先是在唐卡斯特嘗試煉鋼。1740年，他搬到謝菲爾德附近的漢茲沃思。最終經過多次實驗，亨茨曼終於能夠用陶罐坩堝製造出令人滿意的坩堝鋼，每個坩堝可容納約15公斤的起泡鋼。在坩堝中加入助焊劑，然後蓋上坩堝，用焦炭加熱約三小時。然後將熔化的鋼水倒入模具中，再重新使用坩堝。第一個使用坩堝鑄鋼的物品是亨茨曼製造的長盒鐘。它陳列在凱爾漢姆島博物館的伊妮德·哈特斯利展廳中。當地的餐具製造商拒絕購買亨茨曼的鑄鋼，因為這種鋼比他們習慣使用的德國鋼更硬。在很長一段時間裡，亨茨曼將他的產品全部出口到法國。
以亨茨曼的鑄鋼製造的法國進口餐具的競爭日益激烈，這讓謝菲爾德的餐具商們感到震驚，他們曾試圖讓英國政府禁止這種鋼的出口，但沒有成功，為了自保，他們不得不使用這種鋼。亨茨曼沒有為他的工藝申請專利，他的秘密被謝菲爾德的一個叫沃克的鐵匠發現了。根據傳說，沃克偽裝成一個飢腸轆轆的乞丐進入亨茨曼的工廠，要求在爐火旁過夜。
1770年，亨茨曼將他的企業搬到阿特克利夫的沃克索普路（Worksop Road），在那裡他的事業蒸蒸日上，直到1776年去世，並在阿特克利夫禮拜堂建造了一座紀念墓。生意由他的兒子威廉·亨茨曼（William Huntsman）接手。

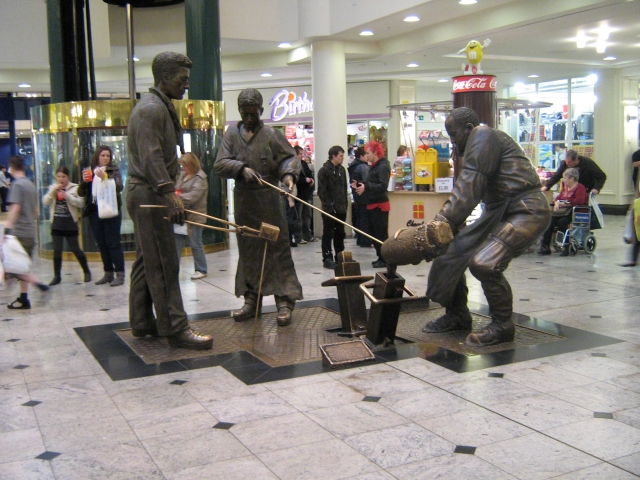
一組向亨茨曼致敬的雕塑。

謝菲爾德的北方綜合醫院最初的主樓之一就是以他的名字命名的，市中心還有一家名為班傑明·亨茨曼（The Benjamin Huntsman）的威瑟斯本酒吧。

## 外部連結
- Famous Doncastrians （页面存档备份，存于）